# Monplaisir - Lumière (metrostation)
Monplaisir - Lumière is een metrostation aan lijn D van de metro van Lyon op de grens van het 3e en het 8e arrondissement van de Franse stad Lyon. Het is geopend op 9 september 1991, als het eerste stuk van lijn D in gebruik genomen wordt. Het station ligt onder de Cours Gambetta. Het werd als eerste station van de stad uitgerust met borden die de wachttijd tot de aankomst van de volgende metro vermelden.
Het station bedient de wijk Monplaisir. De ingang van het zuidelijke perron, in de richting Gare de Vaise, heeft als thema Cinéma, 'film'. Bij dit station bevindt zich namelijk het institut Lumière, gevestigd in de villa waar de gebroeders Lumière filmprojectie uit hebben gevonden.